# マルフィン・ゼーヘラール
マルフィン・ロメオ・クワシ・ゼーヘラール（Marvin Romeo Kwasie Zeegelaar、1990年8月12日 - ）は、オランダ・アムステルダム出身のサッカー選手。ウディネーゼ・カルチョ所属。ポジションはDF。

## 経歴

### クラブ
アヤックス・アムステルダムの下部組織出身。2008年11月のKNVBカップ・FCフォレンダムで途中出場しデビューを飾った。
2011年1月、同じエールディビジのSBVエクセルシオールにレンタル移籍。すぐにレギュラーをつかみ、チームを降格の危機から救った。夏の移籍市場でRCDエスパニョールに移籍、4年契約を結んだ。しかしBチームでの出場のみでトップチームでの出番はなかった。
2012年、トルコのエラズースポルに移籍。2013年9月、チャンピオンシップのブラックプールFCにレンタルで加入。
2014年夏、プリメイラ・リーガのリオ・アヴェFCに移籍。2015年11月、スポルティングCPに40万ユーロで移籍、3年半契約を結んだ。
2017年8月、ワトフォードFCに移籍。
2019年1月、ウディネーゼ・カルチョにレンタル移籍。2020年1月24日に完全移籍が決まった

### 代表
2016年11月、26歳でオランダ代表に初招集された。